# Step Lightly (Blue Mitchell)
Step Lightly è un album di Blue Mitchell, pubblicato dalla Blue Note Records nel 1980. Il disco fu registrato il 13 agosto del 1963 al Van Gelder Studio di Englewood Cliffs, New Jersey (Stati Uniti).

## Tracce
Lato A
1. Mamacita – 5:49 (Joe Henderson)
2. Sweet and Lovely – 7:46 (Gus Arnheim, Jules Lemare, Harry Tobias)
3. Andrea – 5:16 (Roger Boykin)

Lato B
1. Step Lightly – 8:32 (Joe Henderson)
2. Cry Me a River – 6:48 (Arthur Hamilton)
3. Bluesville – 4:10 (Sylvester Kyner (Sonny Red))

## Musicisti
- Blue Mitchell - tromba
- Joe Henderson - sassofono tenore
- Leo Wright - sassofono alto
- Herbie Hancock - pianoforte
- Gene Taylor - contrabbasso
- Roy Brooks - batteria